# Йежич, Иван Крститель
Иван Крститель Йежич (хорв. Ivan Krstitelj Ježić; 4 ноября 1746, Нови-Винодолски, Приморско-Горанская жупания — 6 мая 1833, Нови-Винодолски, Приморско-Горанская жупания) — хорватский священнослужитель, активно принимавший участие в делах епархии Сени-Модруша, за что в ней в 1789 году он получил должность епископа. Занимая этот пост до самой своей смерти, Йежич запомнился как самый долгослужащий епископ Сени, как человек, решивший проблему церковного образования в вверенной ему епархии и как священнослужитель, занимавший диаметрально противоположные позиции, относительно проведения богослужений на старославянском языке.

## Биография
Иван Йежич родился в 1746 году в дворянской семье. Его отец происходил из купеческого рода Йежичей, а мать из рода Кабалин. Благодаря финансовой помощи своего дяди Ивана Крстителя Кабалина, который занимал пост архидиакона в Личко-Крбавской епархии, Иван Йежич смог позволить себе обучение в иезуитской школе в Риеке и Грацском университете, где в 1771 году он получил диплом и докторскую степень по философии и богословию. Поступив на церковную службу ещё во время учёбы в университете, Йежич за несколько лет смог добиться значительного продвижения по иерархической лестнице, получив в 1782 году сан архидиакона Модруша. Этому продвижению способствовала активная вовлечённость Йежича в дела Сеньско-Модрушской епархии, выражавшаяся в помощи своему дяде, занимавшему пост местного епископа с 1773 по 1782 год. После смерти Кабалина его должность занял Альдраго Антонио де Пиккарди, а Иван Крститель Йежич стал коадъютором с правом наследования. После смерти Пиккарди в 1789 году, Йежич унаследовал не только его титул епископа Сени, но и те же регалии в Пичанской епархии. После принятия епископских полномочий, Йежич переехал в Сень, где первым делом упразднил Пичанскую епархию, централизовав руководство епархиями Сени, Модруша и Пичана именно в Сени. Однако в декабре 1789 года император Священой Римской империи Иосиф II, отменил свой же указ от 1781 года о вхождении Модруша в состав Сеньской епархии и Иван Йежич стал носить титул епископа Сени и Модруша.
Прибыв в Сень, Йежич столкнулся с нехваткой священнослужителей, которую своими силами город покрыть не мог. Для решения этой проблемы Йежич отправил из своей епархии несколько студентов в семинарии Пешта и Загреба в надежде, что вернувшись после обучения они займут пустующие места в приходах епархии. Однако студенты обратно в Сень не вернулись, что подтолкнуло Йежича начать готовить священников в частном порядке в своей епархии. Для этого он направил властям запрос о передаче во владение епархи монастыря, который был занят членами ордена францисканцев. В первые годы XIX века его просьба была удовлетворена, францисканцы переехали в Трсат, а на территории монастыря указом губернаторского совета от 23 ноября 1804 года была открыта Сеньская семинария.
После захвата Сени наполеоновскими войсками и провозглашения Иллирийских провинций, Йежич начал активно сотрудничать с новой французской администрацией, в особенности с наполеоновским маршалом Огюстом Мармоном, за что был награждён большим крестом Ордена Почётного легиона.
Помимо реорганизации епархий и открытия Сеньской семинарии, Иван Йежич также запомнился на посту епископа сменой своей позиции по вопросу проведения богослужений на старославянском языке. Сеньская епархия была единственной епархией, где были разрешены подобные службы и узнав в 1802 году узнав о том, что священник в одном из городов епархии отменил мессу на глаголице, Йежич совместно с епископом Крка, выступил в защиту старославянского языка. Позднее, Иван Йежич поддержал начинания некоторых священников по замене старославянских текстов некоторых месс на тексты, написанные на латыни, а в 1824 году и вовсе опубликовал новый миссал под названием «Epistole i Evanđelja», в котором все громкие партии следовало зачитывать на хорватском языке, а на латыни или старославянском только тихие части.
Пост епископа Сени-Модруша Йежич занимал вплоть до своей смерти в 1833 году, что позволило ему получить статус самого долгослужащего главы епархии.